# Massimiliano Bruno
Massimiliano Bruno (Roma, 4 giugno 1970) è uno sceneggiatore, attore, drammaturgo e regista italiano.

## Biografia
Nato a Roma nel quartiere di Pietralata da genitori calabresi, suo padre era avvocato e la madre insegnante delle scuole medie; dopo la maturità inizia a frequentare il laboratorio teatrale dell'A.P.C.T. diretto da Sergio Zecca.
Al cinema fa il suo esordio alla regia nel 2011 con il film Nessuno mi può giudicare, interpretato da Paola Cortellesi, Raoul Bova e Rocco Papaleo con il quale ottiene 5 candidature al David di Donatello e vincendo il Nastro d'argento per la miglior commedia. Nel 2012 scrive, dirige e interpreta il film Viva l'Italia, con protagonisti Michele Placido, Ambra Angiolini, Raoul Bova, Alessandro Gassmann, Edoardo Leo e Rocco Papaleo.
Si cimenta con le sceneggiature, scrivendo Notte prima degli esami, per il quale è candidato ai David di Donatello come miglior sceneggiatura, Ex, candidato ai David di Donatello come miglior sceneggiatura, Maschi contro femmine, per la regia di Fausto Brizzi, Questa notte è ancora nostra, per la regia di Paolo Genovese e Luca Miniero, Tutti contro tutti, con la regia di Rolando Ravello e Buongiorno papà, con la regia di Edoardo Leo. Il suo secondo film da regista Viva l'Italia ottiene due candidature al David di Donatello. Gli Ultimi saranno ultimi ottiene tre candidature al David e due ai Nastri d'Argento. Beata Ignoranza ottiene una candidatura ai Nastri d'argento per il miglior soggetto. È autore, regista e interprete della trilogia del crimine: Non ci resta che il crimine, Ritorno al crimine e C'era una volta il crimine, che vede protagonisti Marco Giallini, Alessandro Gassmann, Gianmarco Tognazzi, Edoardo Leo, Ilenia Pastorelli, Carlo Buccirosso, Giulia Bevilacqua, Giampaolo Morelli e Carolina Crescentini. Dalla trilogia viene tratto un adattamento televisivo, Non ci resta che il crimine - La serie, trasmesso su Sky Serie nel 2023 e con Bruno tra i protagonisti, oltre che regista e sceneggiatore. 
Per il teatro stabilisce una prolifica collaborazione con Paola Cortellesi per la quale scrive tre commedie teatrali: Cose che capitano e Ancora un attimo che interpreta al suo fianco e Gli ultimi saranno ultimi, vincitore di numerosi riconoscimenti come il "premio ETI - Gli olimpici del teatro", il prestigioso "premio della critica 2006" e il "premio Anima", per l'attualità del testo che affronta importanti tematiche sociali legate al mondo del lavoro. Ottimi successi di pubblico e di critica li ottiene anche con il monologo Zero, da lui scritto e interpretato e, diretto da Furio Andreotti, con Agostino, interpretato da Rolando Ravello e Alessandro Mannarino e diretto da Lorenzo Gioielli e con Ti ricordi di me?, interpretato da Ambra Angiolini ed Edoardo Leo per la regia di Sergio Zecca. È direttore artistico per la stagione teatrale 2024-2025 del Teatro Parioli Costanzo di Roma.
Per la televisione scrive per I Cesaroni, Quelli che il calcio, Non ho l'età. Conduce varie trasmissioni televisive tra le quali Saturday Night Live per LA7 e 80º minuto per FX.
È attore nella serie televisiva L'ispettore Coliandro, dove interpreta il ruolo dell'ispettore Borromini, e in Boris, dove interpreta il ruolo di Nando Martellone; entrambe le serie sono state premiate al Roma Fiction Fest.
Nel 2017 diventa direttore artistico del Laboratorio di Arti Sceniche, una scuola di recitazione, sceneggiatura e regia nata nello stesso anno. 
Nel 2023 insieme a Edoardo Leo collabora per la sceneggiatura e la regia di due film: I migliori giorni, uscito al cinema il 1º gennaio, seguito da I peggiori giorni, al cinema in estate; in entrambi i film, sia Bruno che Leo, sono anche attori.

## Filmografia

### Attore

#### Cinema
- Barbara, regia di Angelo Orlando (1998)
- Si fa presto a dire amore, regia di Enrico Brignano (1999)
- Il giorno + bello, regia di Massimo Cappelli (2005)
- Questa notte è ancora nostra, regia di Paolo Genovese e Luca Miniero (2008)
- Feisbum - Il film, regia di Mauro Mancini (2009)
- Maschi contro femmine, regia di Fausto Brizzi (2010)
- Nessuno mi può giudicare, regia di Massimiliano Bruno (2011)
- Questo mondo è per te, regia di Francesco Falaschi (2011)
- Boris - Il film, regia di Giacomo Ciarrapico, Mattia Torre e Luca Vendruscolo (2011)
- Viva l'Italia, regia di Massimiliano Bruno (2012)
- Tutti contro tutti, regia di Rolando Ravello (2013)
- Confusi e felici, regia di Massimiliano Bruno (2014)
- Beata ignoranza, regia di Massimiliano Bruno (2017)
- Io c'è, regia di Alessandro Aronadio (2018)
- Detective per caso, regia di Giorgio Romano (2018)
- Non ci resta che il crimine, regia di Massimiliano Bruno (2019)
- Genitori vs influencer, regia di Michela Andreozzi (2021)
- Ritorno al crimine, regia di Massimiliano Bruno (2021)
- C'era una volta il crimine, regia di Massimiliano Bruno (2022)
- (Im)perfetti criminali, regia di Alessio Maria Federici (2022)
- I migliori giorni, regia di Massimiliano Bruno e Edoardo Leo (2023)
- Quando, regia di Walter Veltroni (2023)
- I peggiori giorni, regia di Massimiliano Bruno e Edoardo Leo (2023)
- U.S. Palmese, regia dei Manetti Bros. (2024)

#### Televisione
- Linda e il brigadiere – serie TV, 1 episodio (1997)
- I.A.S. - Investigatore allo sbaraglio, regia di Giorgio Molteni – film TV (1998)
- Un medico in famiglia – serie TV (1999)
- Non ho l'età di Giulio Base – film TV (2001)
- Non ho l'età 2 di Giulio Base, con Marco Columbro, E. Miglio, Massimiliano Bruno – film TV (2002)
- Due sul divano – programma TV (2004)
- La omicidi – serie TV, 6 episodi (2004)
- Due sul divano 2, regia di C. D'Alisera – programma TV (2005)
- L'ispettore Coliandro – serie TV (2006-in corso)
- Boris – serie TV, 9 episodi (2007-2010, 2022)
- Non ci resta che il crimine - La serie – serie TV (2023)

### Sceneggiatore
- Sì, sì è proprio lui di P. Pingitore e Carla Vistarini (2002)
- Assolo di Fabio Di Jorio, Massimiliano Bruno e Gabriella Ruisi, regia di C. D'Alisera (2002)
- Non ho l'età 2 di Giulio Base, con Marco Columbro, E. Miglio, Massimiliano Bruno (2002)
- Una squadra per amico di G. Benincasa, Massimiliano Bruno e Fabio Di Jorio, regia di C. D'Alisera, con Mike Bongiorno (2003)
- I Cesaroni – serie TV, 1 episodio (2006)
- Notte prima degli esami, regia di Fausto Brizzi (2006)
- Notte prima degli esami - Oggi, regia di Fausto Brizzi (2007)
- Quelli che il calcio..., con Simona Ventura, Max Giusti – programma TV (2007)
- Questa notte è ancora nostra, regia di Paolo Genovese e Luca Miniero (2008)
- Ex, regia di Fausto Brizzi (2009)
- Tutto l'amore del mondo, regia di Riccardo Grandi (2010)
- Balla con noi, regia di Cinzia Bomoll (2011)
- Maschi contro femmine, regia di Fausto Brizzi (2010)
- Femmine contro maschi, regia di Fausto Brizzi (2011)
- Nessuno mi può giudicare, regia di Massimiliano Bruno (2011)
- Viva l'Italia, regia di Massimiliano Bruno (2012)
- Tutti contro tutti, regia di Rolando Ravello (2013)
- Buongiorno papà, regia di Edoardo Leo (2013)
- Confusi e felici, regia di Massimiliano Bruno (2014)
- Gli ultimi saranno ultimi, regia di Massimiliano Bruno (2015)
- Beata ignoranza, regia di Massimiliano Bruno (2017)
- Il premio, regia di Alessandro Gassmann (2017)
- Non ci resta che il crimine, regia di Massimiliano Bruno (2019)
- Ritorno al crimine, regia di Massimiliano Bruno (2021)
- C'era una volta il crimine, regia di Massimiliano Bruno (2022)
- I migliori giorni, regia di Massimiliano Bruno ed Edoardo Leo (2023)
- I peggiori giorni, regia di Massimiliano Bruno ed Edoardo Leo (2023)
- Non ci resta che il crimine - La serie – serie TV (2023)
- Eravamo bambini, regia di Marco Martani (2024)

### Regista

#### Cinema
- Nessuno mi può giudicare (2011)
- Viva l'Italia (2012)
- Confusi e felici (2014)
- Gli ultimi saranno ultimi (2015)
- Beata ignoranza (2017)
- Non ci resta che il crimine (2019)
- Ritorno al crimine (2021)
- C'era una volta il crimine (2022)
- I migliori giorni, con Edoardo Leo (2023)
- I peggiori giorni, con Edoardo Leo (2023)
- 100 di questi anni (2024)

#### Televisione
- Non ci resta che il crimine - La serie, 2 episodi (2023)

### Conduttore
- Settima dimensione, con S. Nobile, Paola Minaccioni, regia di C. D'Alisera (LA7, 2005)
- Saturday Night Live, con S. Nobile (Italia 1, 2006)
- 80º minuto, con Matteo Mazzocchi (FX, 2008)

## Teatro
- Almost, Maine di John Cariani, regia di Massimiliano Bruno (2022)
- Sogno di una Notte di Mezza Estate di William Shakespeare, adattamento e regia di Massimiliano Bruno, con Stefano Fresi, Paolo Ruffini, Violante Placido, Giorgio Pasotti (2017)
- Ti ricordi di me? di Massimiliano Bruno, con Edoardo Leo e Ambra Angiolini regia di Sergio Zecca (2012)
- Paspartù di Massimiliano Bruno e Sergio Zecca (2009)
- Agostino di Massimiliano Bruno, con Rolando Ravello, regia di Lorenzo Gioielli (2008)
- Poveri Ma Belli di Massimiliano Bruno, E. Falcone e G. Togni, con Bianca Guaccero, regia di Massimo Ranieri (2008)
- Roma di Notte di Massimiliano Bruno, con Alessandro Mannarino (2008)
- Tre di Massimiliano Bruno, con Roberto Ciufoli (2007)
- Supermercato di Massimiliano Bruno, interpretato da Pierfrancesco Favino, Elio Germano, Antonio Catania, Angelo Orlando, Andrea Sartoretti, Rolando Ravello (2006)
- Gli ultimi saranno ultimi di Massimiliano Bruno, con Paola Cortellesi regia di Giampiero Solari e Furio Andreotti (2005)
- Zero, scritto e interpretato da Massimiliano Bruno, regia di Furio Andreotti (2005)
- Nessuno, scritto e diretto da Massimiliano Bruno, con Luca Angeletti (2003)
- Ancora un attimo di Massimiliano Bruno, con Paola Cortellesi e Massimiliano Bruno (2003)
- Interreil di Massimiliano Bruno, con Romina Mondello e Michele La Ginestra (2002)
- Rodimenti, con Cinzia Leone (2001)
- Metadonia, scritto, diretto e interpretato da Massimiliano Bruno (2001)
- Bugie di Massimiliano Bruno e Sergio Zecca, con Michele La Ginestra (2000)
- Anatomia della scomparsa di..., scritto e diretto da M. Cotugno, con Massimiliano Bruno, D. Pecci, P. Zuccari, G. Colangeli, L. Biondi, L. Nardi (2000)
- Titanic di Massimiliano Bruno, regia di Claudio Insegno (1999)
- Come sarò ieri, scritto e diretto da Massimiliano Bruno, con Stefano Masciarelli (1999)
- Esse scritto, diretto e interpretato da Massimiliano Bruno, con V. Aprea e D. Lepore (1998)
- Cose che capitano di Massimiliano Bruno, con Paola Cortellesi e Massimiliano Bruno, regia di Furio Andreotti (1998)
- Tre Moschettieri, scritto da Massimiliano Bruno (1997) regia di Claudio Insegno
- Il silenzio scritto, diretto e interpretato da Massimiliano Bruno (1997)
- Oreama di A. Vannucci, con Claudio Santamaria, Massimiliano Bruno, P. Giovannucci, L. Vannoli (1996)
- Karmacoma, scritto e diretto da Massimiliano Bruno, con U. Lione, B. Fazi, Massimiliano Bruno, M. Focardi (1996)
- Cialtroni di Bacco e Ganzetti, con U. Lione, C. Cellini, M. Focardi, R. Santoliquido (1996)
- Splatter, scritto e diretto da Claudio Insegno, con N. Guetta, P. Bonanni, S. Miceli, A. Pinti, Sergio Zecca e Massimiliano Bruno (1995)
- Rassegna dei nuovi tragici di P. De Silva (1995)
- Restiamo amici lo dici a tua sorella, con Sergio Zecca, Massimiliano Bruno, U. Lione e M. Lops (1993)
- Pazzo Max, scritto e interpretato al fianco di Sergio Zecca (1991)

## Riconoscimenti
- Nastri d'argento 2011 - migliore commedia per Nessuno mi può giudicare
- Globo d'oro 2011 - migliore commedia per Nessuno mi può giudicare
- Filming Italy Best Movie Award 2019 - miglior sceneggiatura per Non ci resta che il crimine
- Premio Penisola Sorrentina 2023 - commedia dell'anno per I peggiori giorni

Ottiene 6 candidature ai David di Donatello, 5 candidature ai Nastri d'argento e 2 ai Globi d'oro.